# Fyrtårnet (film fra 1999)
Fyrtårnet (Fyren) er en dansk-svensk dokumentarfilm fra 1999, der er instrueret af Magnus Enquist, Kristian Petri og Jan Röed efter manuskript af sidstnævnte.

## Handling
Fyrtårnet er et livskraftigt symbol på menneskets skaberevne. Det har en klar funktion - men er samtidigt forbundet med stærke følelser - ensomhed og længsel. Et tegn for både afsked og hjemkomst, tryghed og fare. Filmen er en rejseberetning i nutid og fortid, litteratur og sagn. En hyldest til en kultur og et erhverv, der er ved at forsvinde i historiens mørke. En rejse i 9 kapitler mellem verdens mest interessante fyrtårne. Fra Spanien til Frankrig, Italien, Tyskland, Sverige, USA, Japan, Sydafrika og Brasilien fortælles der spøgelseshistorier og legender - hvert sted har sin særlige historie.